# فهرست کتاب‌های پرفروش نیویورک تایمز

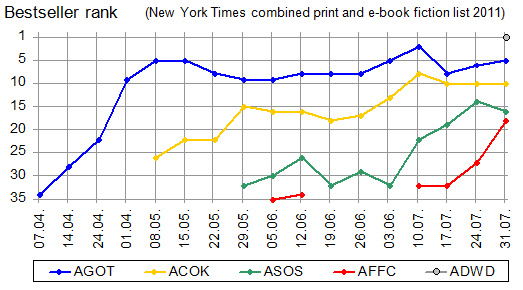
فهرست پرفروش‌های نیویورک تایمز - گرافیک هفتگی برای آهنگی از یخ و آتش از 7 آوریل 2011 (پخش قسمت آزمایشی بازی تاج و تخت) تا 31 ژوئیه 2011 (انتشار A Dance With Dragons).

فهرست کتب پرفروش نیو یورک تایمز (انگلیسی: The New York Times Best Seller list) به‌طور گسترده برجسته‌ترین فهرست کتب پرفروش در آمریکاست. این فهرست به‌طور هفتگی در ریویوی کتاب نیو یورک تایمز منتشر می‌شود و از ۱۲ اکتبر ۱۹۳۱ منتشر شده‌است.

## مطالعات
بر اساس تحلیلی از مدرسه عالی کسب و کار استنفورد «به نظر می‌رسد اکثریت خریداران کتاب فهرست تایمز را به عنوان نشانه‌ای از آنچه ارزش خواندن دارند» مورد استفاده قرار می‌دهند. بر این اساس نویسنده‌های کمتر شناخته شده بیشترین نفع را از فهرست می‌برند، در حالی که نویسنده‌های همیشه پرفروشی چون جان گریشام یا دانیل استیل، نفعی از فروش بیشتر نمی‌بینند.